# Gustave Danneels
Gustave Danneels (Loos-en-Gohelle, Paso de Calais, Francia; 6 de septiembre de 1913-Knokke, Provincia de Flandes Occidental, Bélgica; 13 de abril de 1976) fue un ciclista belga de los años 1930-40. 

## Biografía
Ganó tres veces el título de campeón de Bélgica en ruta: en categoría cadete en 1931, en categoría amateur en 1933 y como profesional en 1935.
Profesional de 1934 a 1943, consiguió tres victorias en la París-Tours, lo que le valió el apodo de Monsieur París-Tours.
En 1936, gana su segunda París-Tours con 41,455 km/h de media, lo que le convierte en el primer poseedor del récord Ruban Jaune, distinción creada por Henri Desgrange para distinguir al ciclista más rápido en completar una carrera de más de 200 km. Este récord fue batido por Jules Rossi en 1938 también en  la París-Tours.
En el Tour de Francia 1937 ganó la 11.ª etapa en el sector B, una contrarreloj de 65 kilómetros entre Toulon y Marsella. 
Es tío de Guido Reybrouck y de Wilfried Reybrouck, también antiguos ciclistas profesionales. 

## Palmarés
1934
- París-Tours
- 3.º en el Campeonato del Mundo de ciclismo

1935
- Campeonato de Bélgica en Ruta
- 1 etapa de la Vuelta a Bélgica
- 3.º en el Campeonato del Mundo de ciclismo

1936
- París-Tours
- 2 etapas de la París-Niza

1937
- 1 etapa del Tour de Francia
- París-Tours

1938
- 2 etapas del Tour del Sur-Oeste

## Resultados en las Grandes Vueltas y Campeonatos del Mundo
| Carrera         | 1933 | 1934 | 1935 | 1936 | 1937 | 1938 | 1939 | 1940 | 1941 | 1942 | 1943 | 1944 | 1945 | 1946 |
| --------------- | ---- | ---- | ---- | ---- | ---- | ---- | ---- | ---- | ---- | ---- | ---- | ---- | ---- | ---- |
| Giro de Italia  | -    | -    | -    | -    | -    | -    | -    | -    | -    | -    | -    | -    | -    | -    |
| Tour de Francia | -    | -    | Ab.  | Ab.  | Ab.  | -    | -    | -    | -    | -    | -    | -    | -    | -    |
| Vuelta a España | -    | -    | -    | -    | -    | -    | -    | -    | -    | -    | -    | -    | -    | -    |
| Mundial en Ruta | -    | 3º   | 3º   | Ab.  | Ab.  | -    | -    | -    | -    | -    | -    | -    | -    | -    |

-: no participa 

Ab.: abandono 